# Компанієць Іван Іванович
Іван Іванович Компанієць (23 березня 1921, Єлизаветград — 15 листопада 1975, Київ) — український історик, дослідник історії України XX століття, доктор історичних наук, професор. Заслужений діяч науки УРСР. Лауреат Державної премії СРСР в галузі науки і техніки.

## Біографія
Народився 23 березня 1921 року в місті Єлизаветграді. У 1938–1945 роках, з перервою, навчався на історичному факультеті Одеського державного університету. Учасник німецько-радянської війни. у 1945–1946 роках — комсорг ЦК ВЛКСМ Одеського університету.
У 1946–1949 роках — аспірант Інституту історії України АН УРСР. У 1949 році, під керівництвом кандидата історичних наук Ф. О. Ястребова захистив кандидатську дисертацію на тему: «Буковина на початку XX ст. (1900—1918)». У 1949–1951 роках — молодший науковий співробітник, у 1951–1961 роках — старший науковий співробітник відділу історії країн народної демократії, у 1963–1966 роках — старший науковий співробітник відділу досоціалістичних формацій, у 1967–1972 роках — старший науковий співробітник відділу історії капіталізму, у 1972–1974 роках — старший науковий співробітник відділу історії дружби народів СРСР.
25 квітня 1958 p І. І. Компанієць на Вченій раді Інституту історії АН УССР брав участь у критиці новаторської статті співробітника Інституту суспільних наук О. Ю. Карпенка (1921—2013) «До питання про характер революційного руху в Східній Галичині в 1918 р.», звинувачуючи автора статті у «антинауковому» пов'язуванні «національно-демократичної» революції і постання ЗУНР з революційним рухом народних мас, а не з «контрреволюційними діями української буржуазії», та в принижуванні «значення соціалістичної революції і створення Української Радянської держави для всього українського народу». Завершив свій прокурорський виступ І. І. Компанієць політичними обвинуваченнями: «Поява статті Карпенка саме в той час, коли вся наша країна святкувала 40-річчя Радянської влади, — дуже прикрий факт. Помилки Карпенка мають не лише антинауковий характер, але й політичний характер», докладно див.: Рубльов О. С.У пошуках правди історії: Інститут історії України НАН України: друге двадцятиріччя (1957—1977 pp.) [Архівовано 26 Лютого 2019 у Wayback Machine.] — у збірнику «Інститут історії України НАН України: Друге двадцятиріччя (1957—1977): Документи і матеріали», с. 3-33.
У 1962 році, у Ленінградському державному університеті, І. І. Компанієць захистив докторську дисертацію на тему: «Становище і боротьба трудящих мас Галичини, Буковини та Закарпаття на початку ХХ ст. (1900—1919 роки)». Професор з 1962 року. У 1959–1975 роках одночасно працював у Головній редакції УРЕ (завідувач редакції історії СРСР і УРСР, археології та етнографії, з 1967 року — заступник головного редактора УРЕ). Був заступником голови Головної редакції «Радянської енциклопедії історії України» та 26-томної «Історії міст і сіл Української РСР». З 1975 року — завідувач кафедри історії України Київського державного університету.
Помер в Києві 15 листопада 1975 року.

## Наукова діяльність
Досліджував історію України, зокрема західноукраїнських земель, проблеми пролетарського інтернаціоналізму та дружби народів СРСР. Опублікував близько 200 праць. Серед них:
- Ленін та інтернаціональна єдність українських і російських трудящих у трьох революціях. — Київ, 1970;
- Становище і боротьба трудящих мас Галичини, Буковини та Закарпаття на початку XX ст. (1900—1919 рр.). — Київ, 1960;
- Революційний рух в Галичині, Буковині та Закарпатській Україні під впливом ідей Великого Жовтня (1917—1918). — Київ, 1957;
- Боротьба за Радянську владу на Буковині. — Київ, 1950.